# سینمای مجارستان
سینمای مجارستان از آغاز قرن بیستم صنعتی برجسته در این کشور بوده است و مجارها دنیای فیلم را در خارج و داخل کشور تحت تاثیر قرار داده‌اند. از عده فیلمسازان برجسته در داخل می‌توان ایشتوان سابو، بلا تار و میکلوش یانچو و در خارج ویلیام فاکس، بنیان‌گذار فاکس قرن بیستم؛ الکساندر کوردا، که نقش مهمی در آغاز صنعت فیلم در بریتانیا داشت و آدولف سوکور، بنیان‌گذار پارامونت پیکچرز را نام برد.